# Canton de Boisseaux
Le canton de Boisseaux ou canton d'Erceville est une ancienne division administrative française du district de Neuville situé dans le département du Loiret.

## Histoire
Le canton est créé le 10 février 1790 sous la Révolution française
Le chef-lieu est transféré à Erceville en l'an III.
Le canton disparaît en 1801 (9 vendémiaire, an X) sous le Premier Empire. Ses communes sont reversées dans le canton de Bazoches-les-Gallerandes.

## Géographie
Le canton de Boisseaux comprend les dix communes suivantes : Allainville-en-Beauce, Andonville, Autruy-sur-Juine, Boisseaux, Charmont-en-Beauce, Erceville, Faronville, Gironville, Léouville, Saint-Péravy-Épreux.